# Ла-Дефанс — Гранд Арш (станция метро)
«Ла-Дефанс — Гранд Арш» (официально с 1997 года, фр. La Défense - Grande Arche, также используется краткая форма «Ла-Дефанс») — конечная станция линии 1 парижского метрополитена. Названа по расположению в центре делового квартала Дефанс под его Большой аркой. На станции установлены автоматические платформенные ворота.

## История
- Станция открылась 1 апреля 1992 года в конце пускового участка Ла-Дефанс — Пон-де-Нёйи, построенного с целью разгрузки линии RER A. Постепенно вокруг этого пересечения сформировался крупный транспортно-пересадочный узел, включающий в себя линии метро, RER, подземную станцию трамвая и две линии Транзильена, а также пригородно-междугороднюю автостанцию, с которой отправляются автобусы в западную часть Иль-де-Франса и по междугородним маршрутам.
- Пассажиропоток по станции по входу в 2004 году оценивался STIF в 12,81 миллионов пассажиров.[1]. Согласно статистике RATP, в 2012 году на станцию вошли 13 968 642 человека[2], а в 2013 году пассажиропоток вырос до 14 275 382 человек (9 место по уровню входного пассажиропотока в Парижском метро)[3]

## Перспективы
В 2020-х годах планируется сооружение пересадочного узла на линию 15, строящуюся в рамках проекта «Гран Пари Экспресс», глубина заложения составит 37 метров. Руководство архитектурным проектом осуществляет Жан-Мишель Вильмот.

## Путевое развитие
За станцией расположен двухпутный оборотный тупик, который может использоваться и для отстоя подвижного состава.

## Галерея

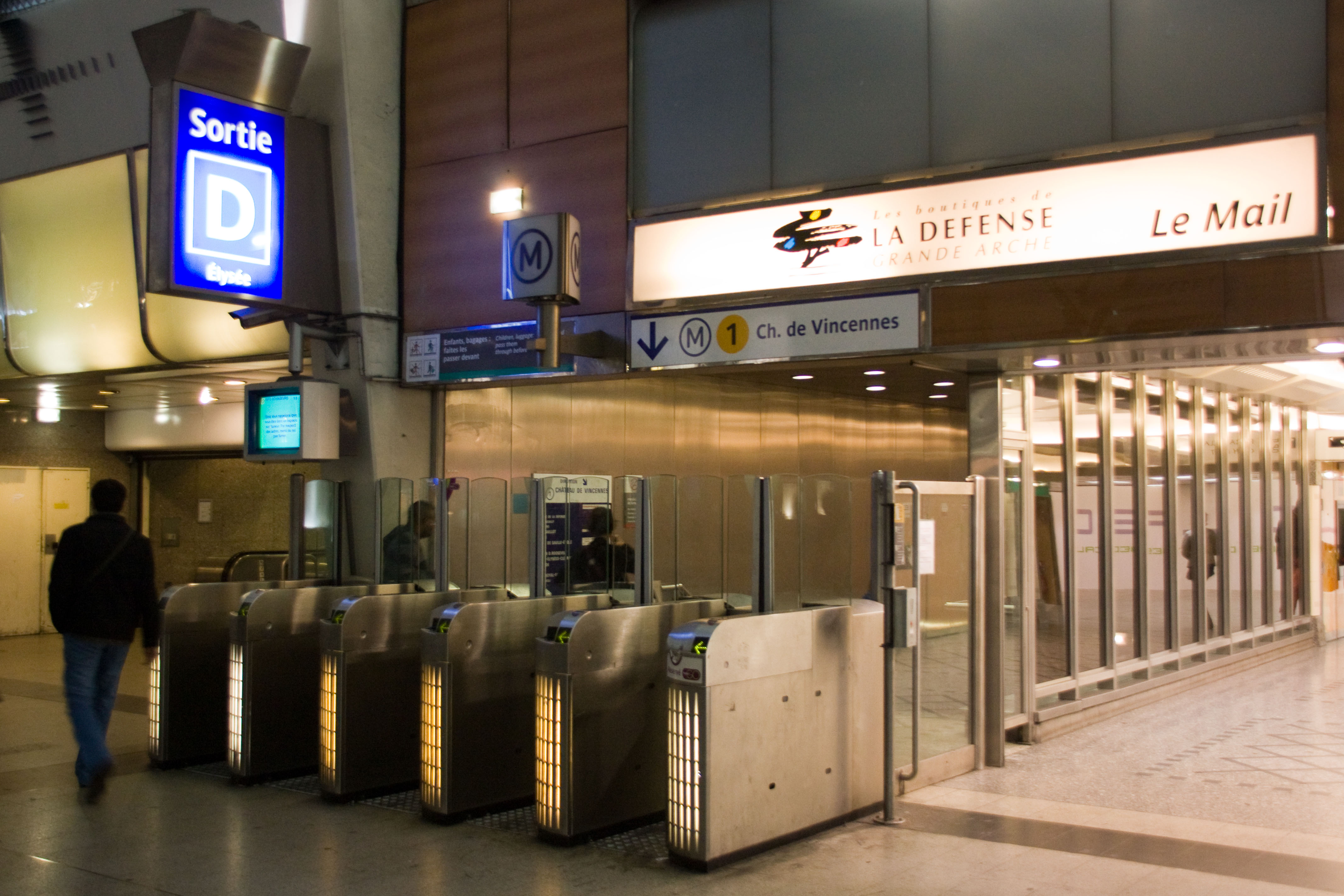
Кассовый зал (вестибюль D) и турникеты
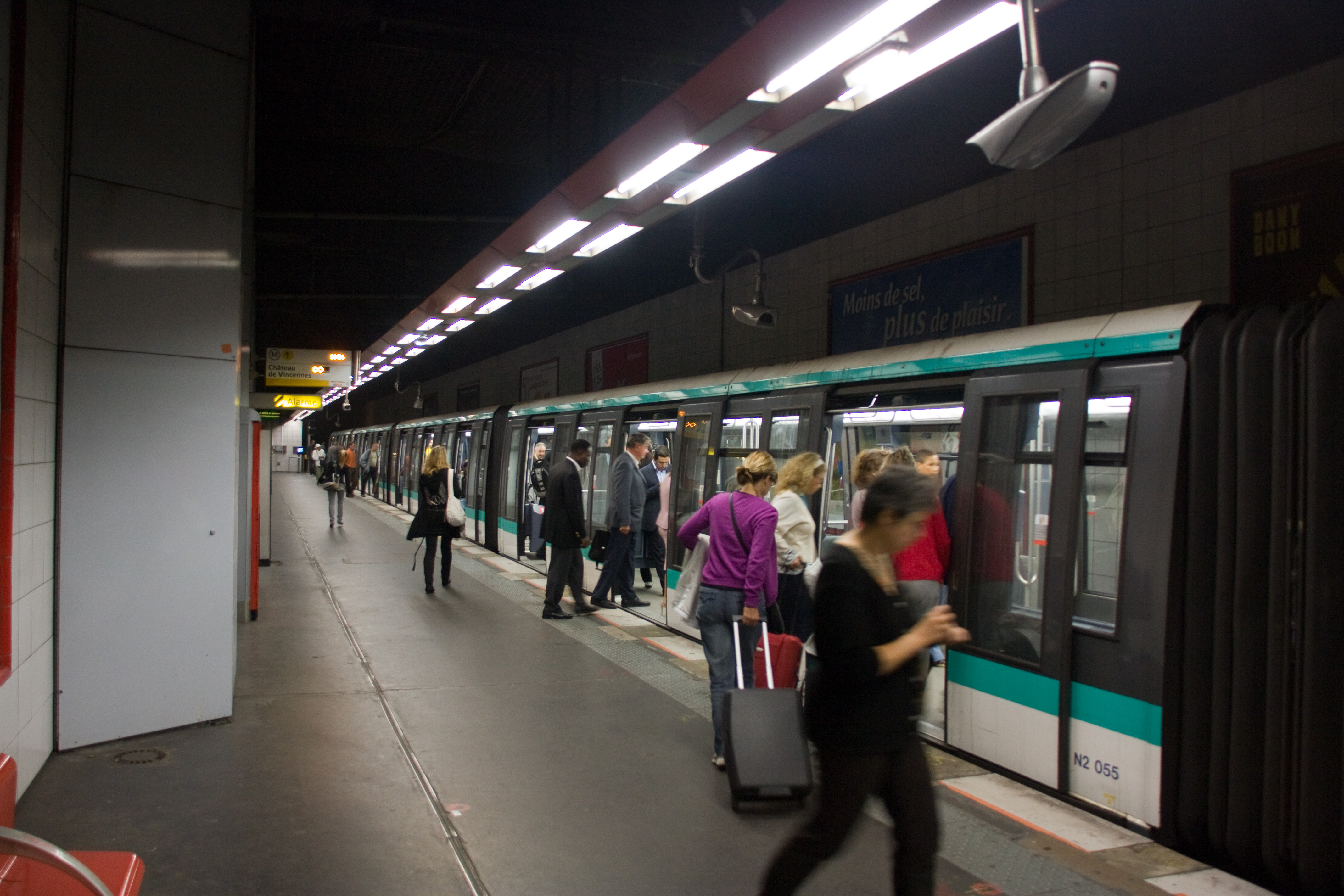
Посадка на поезд MP 89CC на южной платформе